# 長良川球技メドウ
長良川球技メドウ（ながらがわきゅうぎメドウ）は、岐阜県岐阜市の岐阜メモリアルセンター内にあるサッカー、ラグビーなどの屋外球技場である。ただし岐阜メモリアルセンターのメインの敷地からは北へ約200m離れた飛び地に立地する。「長良川メドウ」と呼ばれる場合もある。
名前の「メドウ(meadow)」とは牧草地・草原の意味で、グラウンドは全面天然芝、スタンドは3,560人を収容する。また、照明灯は8基。施設は岐阜県が所有し、岐阜県スポーツ協会が運営管理する。
2007年までFC岐阜のホームスタジアムとして使用されていた 。
2025年4月より新日本ガスがネーミングライツを取得し、愛称として「新日本ガス球技メドウ」を用いている。

## 施設概要
- グラウンド面積：12,560m2
- グランド仕上：全面天然芝

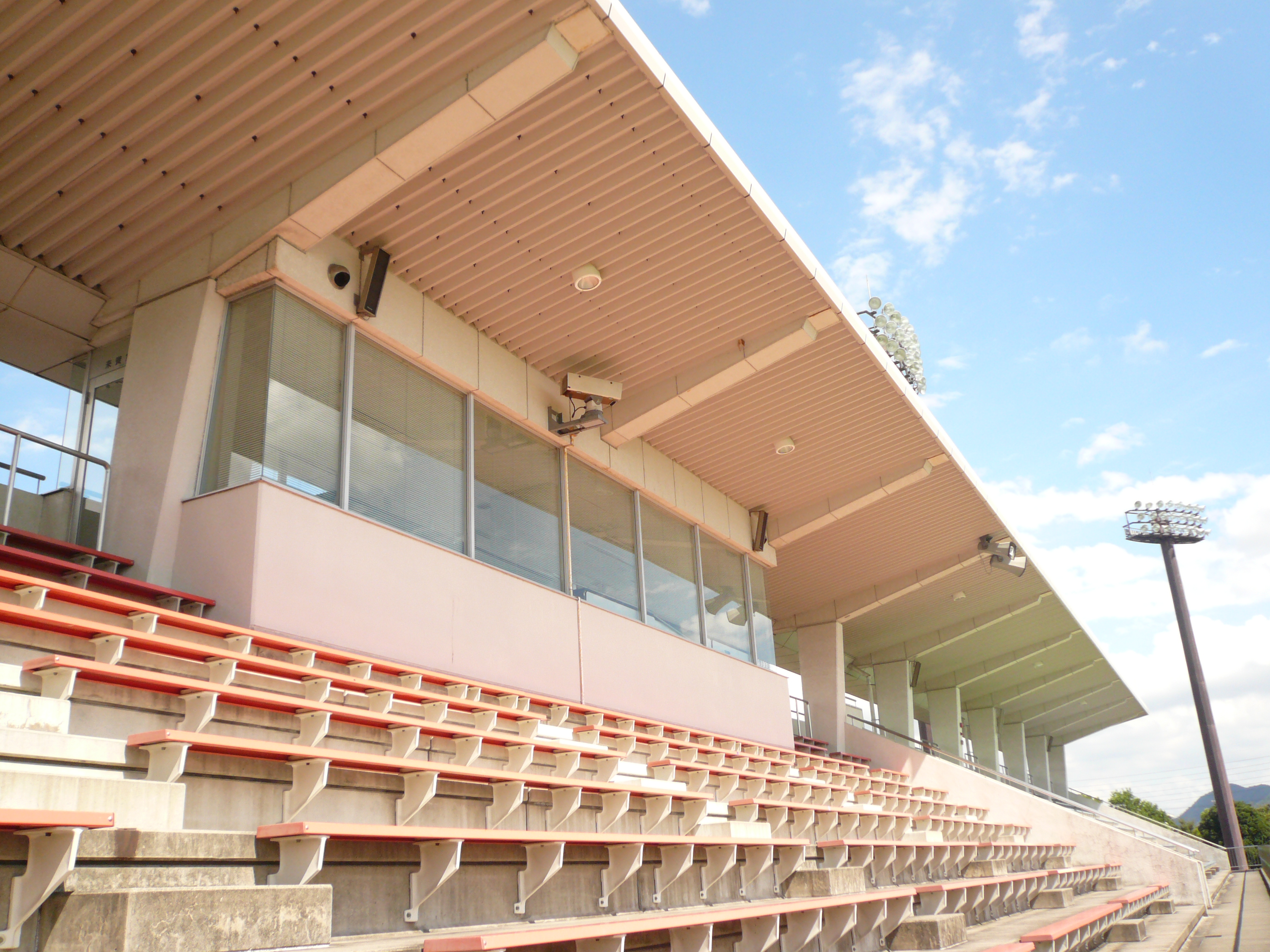
来賓席

- 収容人員：3,560人（メインスタンドとバックスタンド前列が座席、バックスタンド後列とゴール裏スタンドが芝生席）
- スコアボード：パネル式
- 照明設備：8基(1,200Lx)

## 所在地
岐阜県岐阜市長良福光青襖2070-7。旧岐阜刑務所跡地である。

## アクセス
- 岐阜バス

「岐阜メモリアルセンター前」、「岐阜メモリアルセンター北」または「長良西小学校前」から徒歩5分。
- JR岐阜駅北口・「JR岐阜」バス停から

- 10番のりば発 三田洞線 (K50)長良八代公園行き・(K51)三田洞団地行き・(K55)彦坂真生寺行きで「岐阜メモリアルセンター前」または「長良西小学校前」下車
- 11番のりば発 市内ループ線左回りで「岐阜メモリアルセンター北」下車
- 11番のりば発 市内ループ線右回りで「岐阜メモリアルセンター北」下車（左回りよりはやや遠回り）
- 8番のりば発 忠節長良線 (C31)おぶさ行き・(C33)長良川国際会議場行きで「岐阜メモリアルセンター前」下車（やや遠回りで本数も少ない）

- 名鉄岐阜駅隣・「名鉄岐阜」バス停（岐阜バスターミナル）から

- Cのりば発 三田洞線 (K50)長良八代公園行き・(K51)三田洞団地行き・(K55)彦坂真生寺行きで「岐阜メモリアルセンター前」または「長良西小学校前」下車

- 名鉄岐阜駅前・「名鉄岐阜」バス停（神田町通り）から

- 4番のりば発 市内ループ線左回りで「岐阜メモリアルセンター北」下車

## 使用時間・休館日
- 使用時間：9時〜21時
- 休館日：毎週火曜日、年末年始（12月29日〜1月3日）
- 芝生養成のための使用制限：5月1日〜7月31日までの期間、1週間当たりの使用日数は2日以内、1日当たりの試合数は3試合以内）

## 周辺
隣接して宿泊施設長良川スポーツプラザがある。岐阜メモリアルセンターのメインの敷地と長良川球技メドウの間に、織田信長ゆかりの寺「崇福寺」がある。